# Hladítko

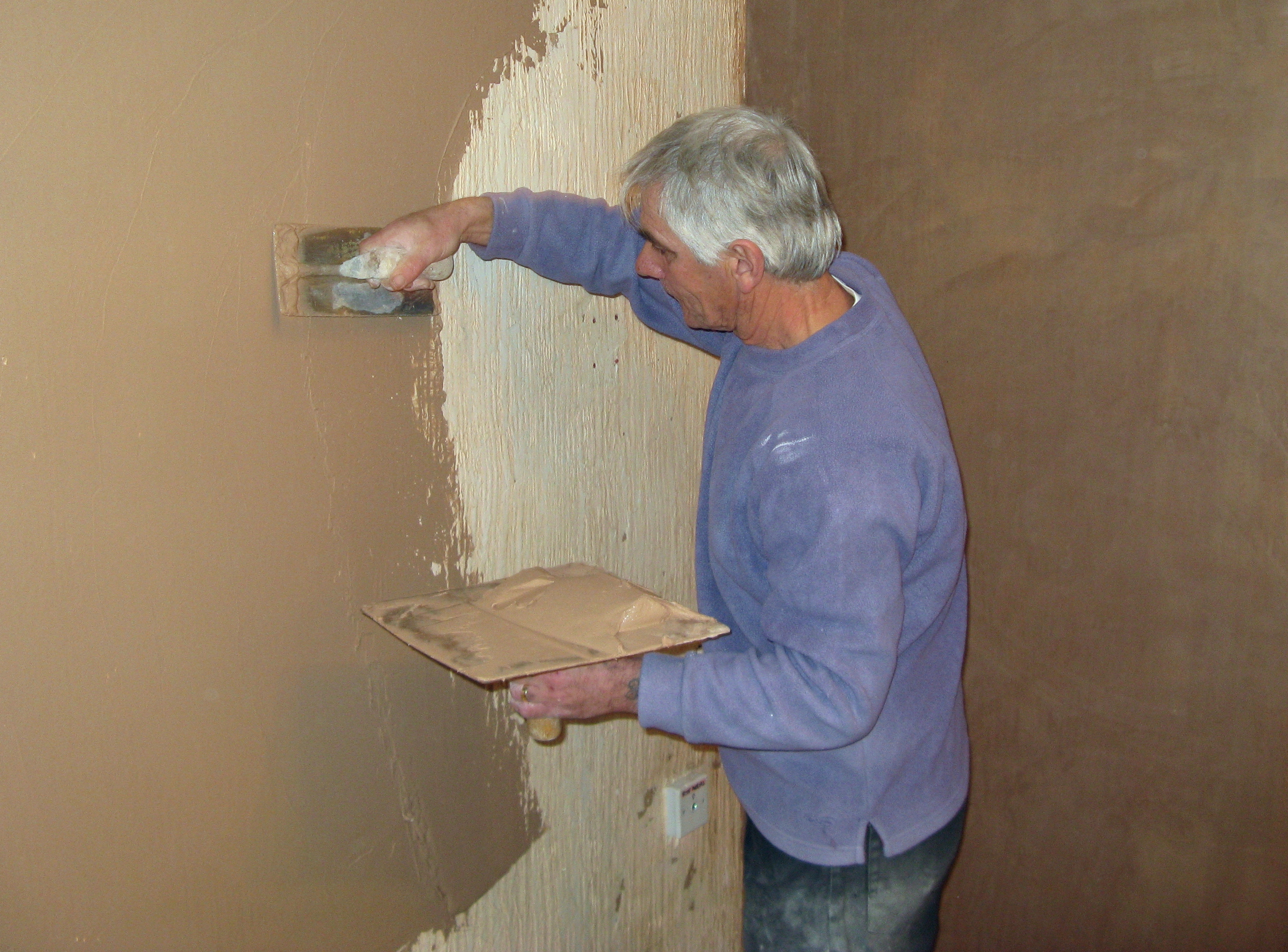
Štukatér při práci s hladítkem

Hladítko (hovorově též zednický hoblík, hobl, rajbret – z německého originálu „das Reibebrett“ – hladítko) je zednický nástroj používaný k vyhlazování a nanášení omítek, lepidel, malty a dalších materiálů. Skládá se z desky a z pokličkového typu rukojeti. Plastové, dřevěné a ocelové hladítko se nazývá hovorově též natahovák neboli natahovací hladítko. Hladítka na vyrovnávání mohou mít desku opatřenou jiným materiálem, např. pěnové, plstěné, houbové či molitanové hladítko.
Společně se zednickou lžící jsou hladítka základním vybavením každého omítkáře, fasádníka a zedníka. Na čerstvě nahozenou maltu se přiloží zdola spodní hrana plastového hladítka, horní hrana se trochu odkloní, přitlačí se a táhne se směrem nahoru. Tím se omítka zhutní a zhruba vyrovná. Pak se strhne latí do roviny. Po zavadnutí na ni přiložíme hladítko a krouživými pohyby povrch zhruba vyhladíme. Potom na ni naneseme hladítkem vrstvu omítky jemné, po zavadnutí ji vyrovnáme a vyhladíme za mokra hladítkem z pěnové gumy. Omítka je hotová.

## Druhy hladítek

### Plastové
Plastové (lidově novodurák) – má plastovou desku 180 × 400 mm, tloušťky 4 mm, s rukojetí uprostřed. Do 50. let existovalo jen dřevěné. Použití: K přímému natahování omítky na zeď, nebo k hrubému srovnání nahozené omítky před stržení latí, nebo k natažení jemné omítky.

### Dřevěné

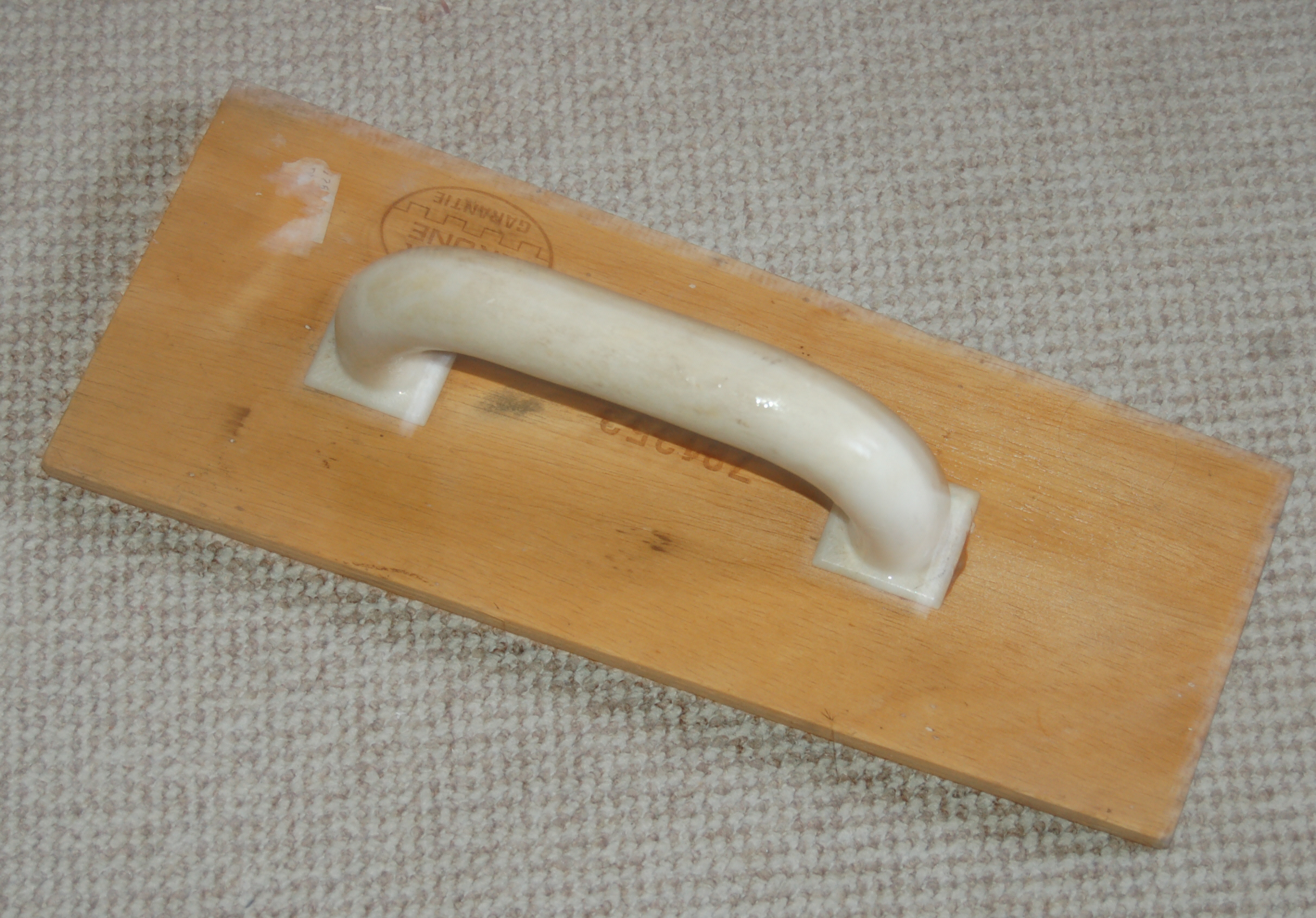
Hladítko dřevěné

Dřevěné (dřevovohobl; rajbret) – nezbytné a dodnes nenahraditelné pro zpracování tuhého (ne tekutého) betonu do plochy. Existuje v mnoha různých velikostech, často si ho zedník vyrobí nebo nechá vyrobit dle svých požadavků. Prodávaný je z měkkého smrkového dřeva nebo z měkkého a lehkého topolového. Brzy se však u něho srazí hrany. Proto někteří zedníci dávají přednost tvrdému dřevu jasanovému, u něhož hrany jsou stálé. Právě na zpracování betonové plochy je vidět, proč se hladítku říkalo kdysi zednický hoblík. Zedník např. změřil výšku plochy. Je třeba jít o 5 mm níže. Přiloží dřevěné hladítko, přitlačí a začne dělat krouživé pohyby. Hrany hladítka strhují, anebo shoblovávají beton do stran. Až dojde na potřebnou výšku, shoblovaný beton hladítkem odhrne a plochu jemně zarovná. Opět platí, že čím jednodušší nástroj, tím větší praxi a zručnost pracovník potřebuje. Laik je udiven, co vše tento jednoduchý nástroj dokáže v rukou mistra. Např. betonová podlaha plus-minus 2 mm pod latí 4 metry dlouhou. Drahá nivelační malta není vůbec potřeba. Dřevěné hladítko má stále velké uplatnění u památkářských zedníků. Není pochyb o tom, že je staré několik tisíciletí.

### Plstěné
Plstěné (filcové; filc, hobl) – náleží dnes už také mezi historickou zednickou klasiku, dodnes ho ještě používají památkářští zedníci a štukatéři. Používá se už mnoho století na jemnou vápennou maltu, která se u nás asi až do roku 1995 míchala postaru přímo na stavbách. Postupně se pak ale rozšířila a dnes zcela převládla už hotová jemná malta v pytlích, neboť práce je s ní pohodlnější a rychlejší. Současně s ní se začala používat hladítka z pěnové gumy. Na klasickou vápennou maltu je ale filcové hladítko lepší. Filcových hladítek je mnoho druhů, šířek a tvarů a zedníci si zhotovovali i svoje vlastní dle potřeby. Každý měl doma desku tvrdé plsti-filcu, uřízl potřebný kus a nalepil ho. Pak se musely chlupy nad ohněm opálit. Koupit se dalo jen základní provedení o rozměrech 125 × 265 mm.

### Gumové pěnové

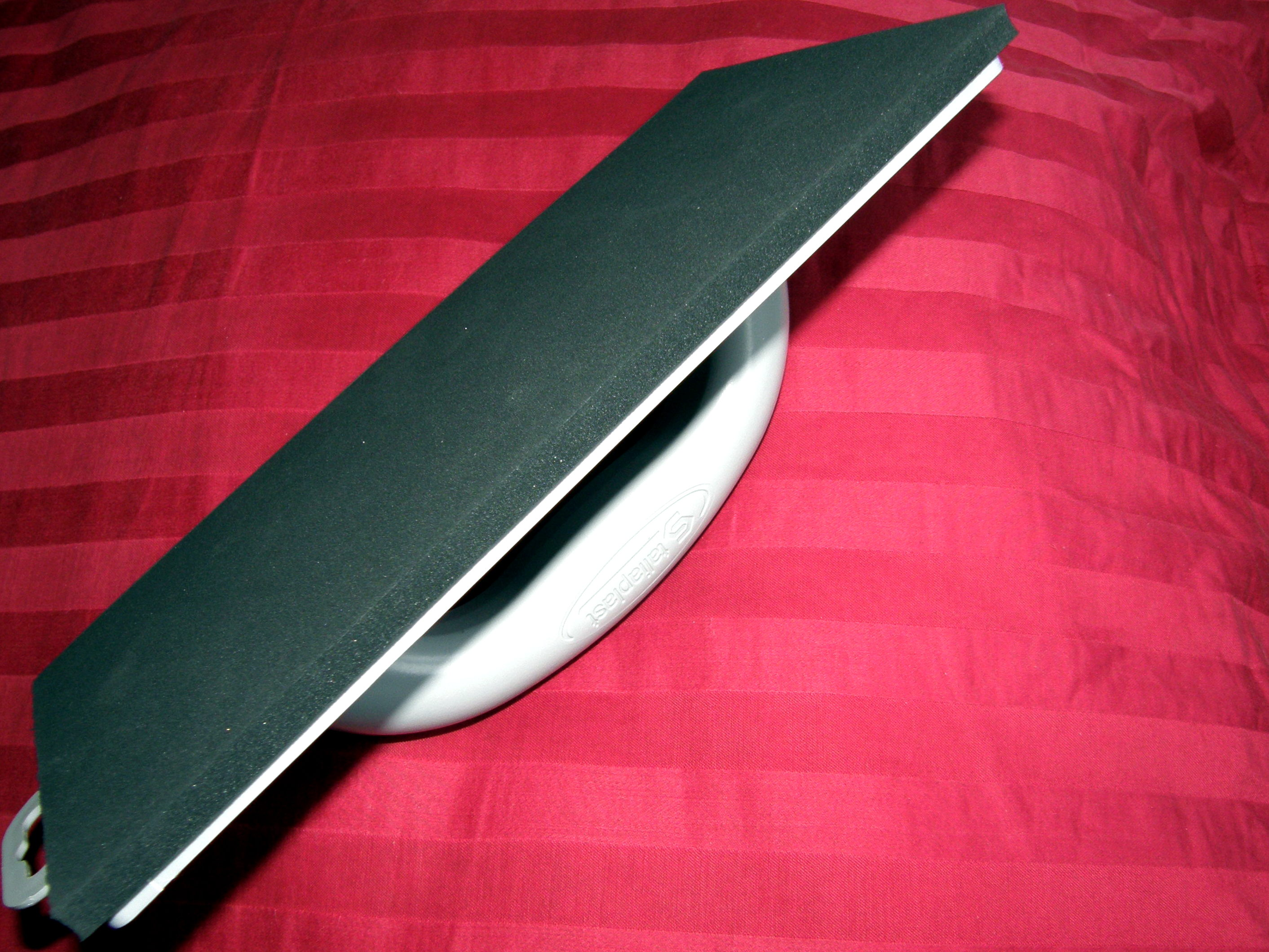
Pěnové hladítko

Hladítko z pěnové gumy – je novější typ hladítka a přišlo k nám s rozvojem jemných hotových malt v pytlích, převládlo kolem roku 1995 a vytlačilo dosavadní hladítko plstěné. Má rozměr 125 × 265 mm a je jich více druhů z hlediska tuhosti a struktury pěnové gumy.

### Molitanové
Molitanové – se objevilo s dosažitelností molitanu u nás, to jest v 70. letech. Molitan byl velmi měkký a omítku nesrovnával, jen vytvářel hladký povrch. Práce s ním byla rychlá a pohodlná, nemuselo se na něj tlačit, ale povrch omítky byl přímo zvlněný (doslova „fušeřina“). Používal se na podřadné omítky, například v kotelně nebo garáži.

### Ocelové

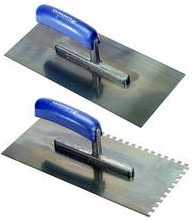
Ocelové hladítko

Ocelové hladítko (gleťák – z německého slova „die Glätte“ – hladkost, uhlazenost) vzniklo současně s cementem a s jeho zpracováním. Je tedy už přes 100 let staré. Je to tabulka pružného ocelového plechu o tloušťce 0,8 až 1,0 mm. Na jednom konci je hranaté, pravoúhlé, šíře 120 mm, pak se podélně zužuje a na druhém konci přechází do půlkulatého zakončení o poloměru 45 mm. Délku má 250 mm. Nejlevnější povrch betonové podlahy byl povrch zagletovaný, byl mnohem levnější než dlažba. (Dnes se tento způsob téměř nepoužívá, dříve zcela převládal). Po vytvoření betonové podlahy dřevěným hladítkem se ještě za syrova beton poprášil cementem. Dělalo se to kovovým kuchyňským sítkem a připomínalo to posypávání koláčů cukrem. Naprášený cement zvlhnul a zedník hranou ocelového hladítka – zešikma – ho začal přejíždět a zatlačovat do betonu. Přejížděl tak v různých směrech, až vytvořil sklovitě lesklý a hladký povrch. Po vyzrání byl velmi tvrdý a trvanlivý. Podobně bylo možné zagletovat i omítku. Použití: prádelny, kotelny, dílny. Protože beton byl nevzhledný, šedočerné barvy, natíral se pak olejovou nebo syntetickou barvou a nátěr se musel časem obnovovat.

### Ocelové zubové
Toto hladítko k nám přišlo ze Západu po roce 1989, současně s rozšířením nových metod při lepení obkladů a dlažby. Současně také přišla spousta nových lepidel a tmelů. Nová metoda nevyžaduje tak rovné zdi nebo podlahy, zubové hladítko natáhlo díky zubům pruhy lepidla o výšce 8 mm (podle výšky zubů a sklonu hladítka při natahování), obkládačka nebo dlaždice je nalepena na proužcích lepidla jen padesáti procenty své plochy. Proužky lepidla jsou měkké a poddajné a přilepené dlaždice nebo obkládačky se pak lehce srovnají přitlačenou latí, proto nemusí být podlaha nebo zeď tak rovná, konečné vyrovnání se provede sílou podmazání pod obklad.
Při neodborné práci nebo při použití nevhodných tmelů není výsledek práce ideální (hodně reklamací). Dochází k odpadání obkladaček nebo uvolnění dlaždic. Příčinou může být odmrznutí na terasách nebo otřes nosné plochy (průvan pořádně práskne dveřmi a příčka se otřese). Špičkoví zedníci, kteří si hlídají jméno a nemohou si dovolit reklamaci, odmítají touto metodou pracovat. Zubové hladítko nepoužívají a ani ho nemají ve svém nářadí. Vyhledávají je zákazníci, kteří se neptají, jak rychle to bude hotové, ale v jaké kvalitě. Použití této metody je to sice rychlejší, ale i méně kvalitní.
Do té doby se u nás dělala omítka nebo betonová podlaha rovná a obklady nebo dlažba se lepila na cementovou kaši celou plochou. Bylo to pracné, ale při dokonalém provedení byla trvanlivost desítky let. (Češi, pracující v Evropě ale i znalí tamních poměrů tvrdí, že profesní úroveň většiny zahraničních stavebních dělníků je velmi nízká a většina neumí udělat dokonale rovnou podlahu nebo zeď, proto byla tato metoda zavedena.)